# 帕维尔·库卡
帕维尔·库卡（捷克語：Pavel Kuka，1968年7月19日—），捷克男子足球运动员，司职前锋。他曾代表捷克国家队参加1996年和2000年欧洲足球锦标赛，其中1996年欧锦赛获得亚军。